# Федотово (Карелия)
Федо́тово — деревня в Медвежьегорском районе Республики Карелия. Входит в состав Шуньгского сельского поселения.

## География
Деревня находится на берегу залива в северо-восточной части Онежского озера.

## Население
| 2002 | 2010 | 2013 |
| ---- | ---- | ---- |
| 1    | ↗2   | ↘1   |

## Галерея

Федотово
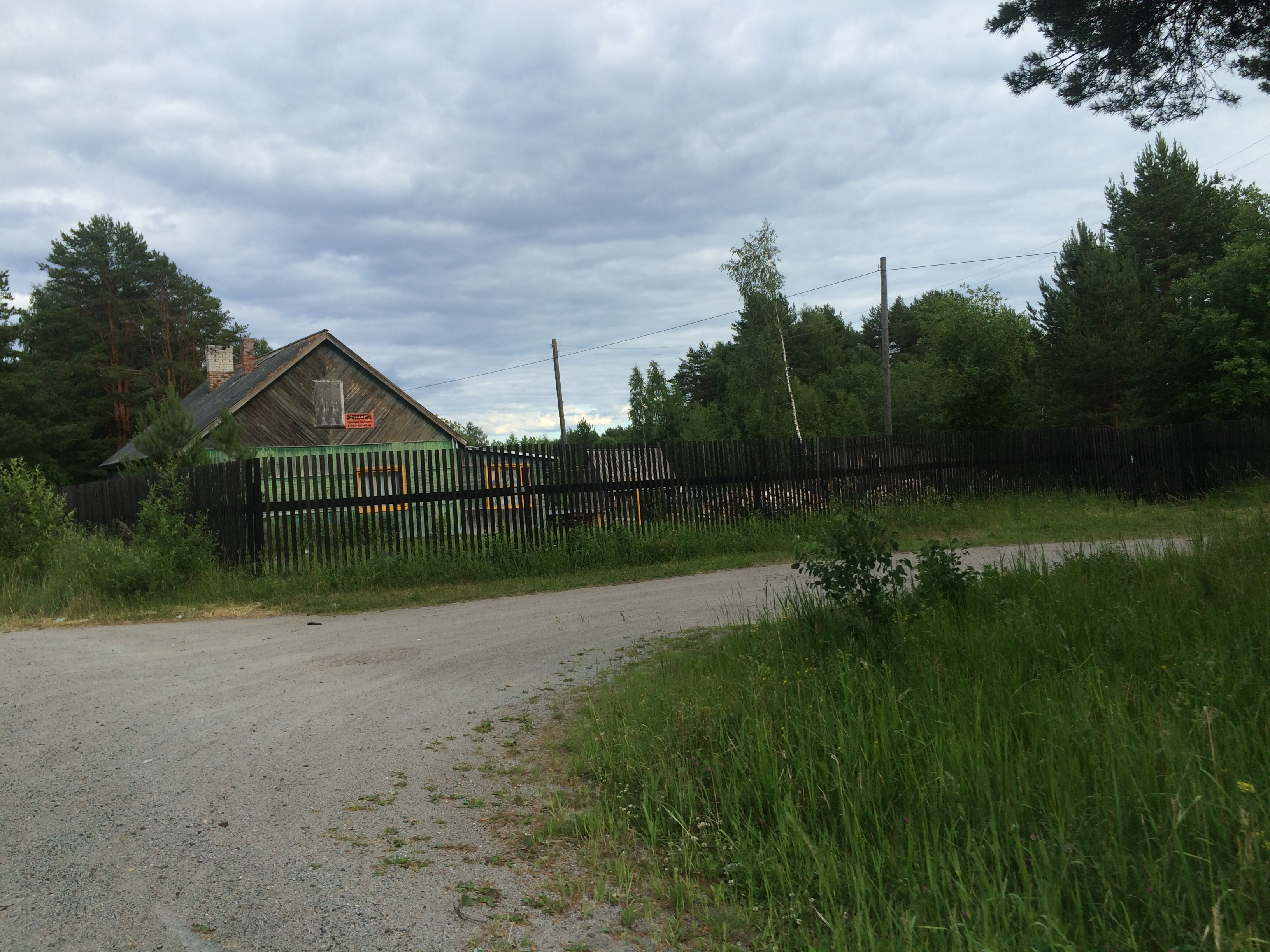
Жилой дом
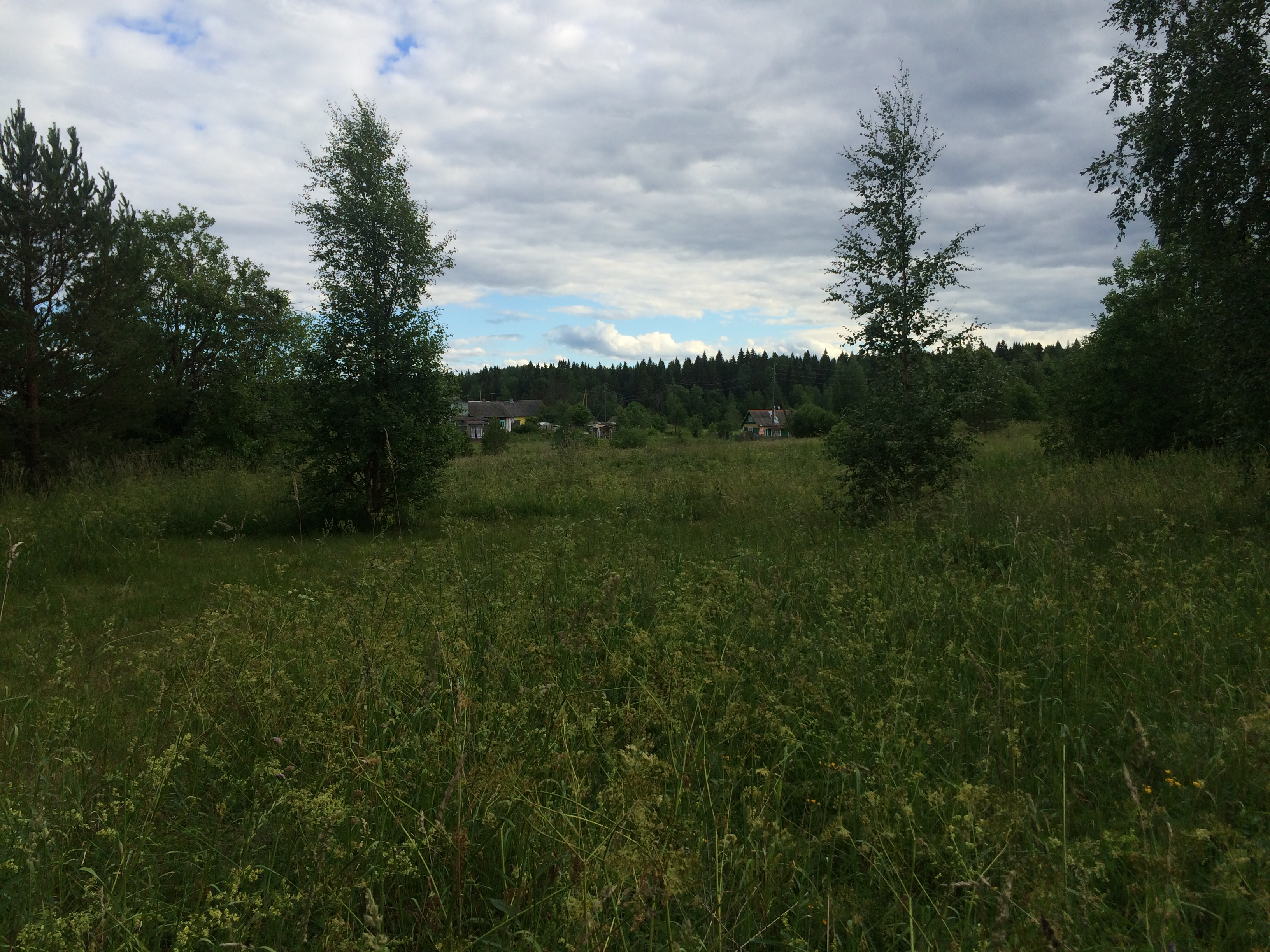
Вид на деревню
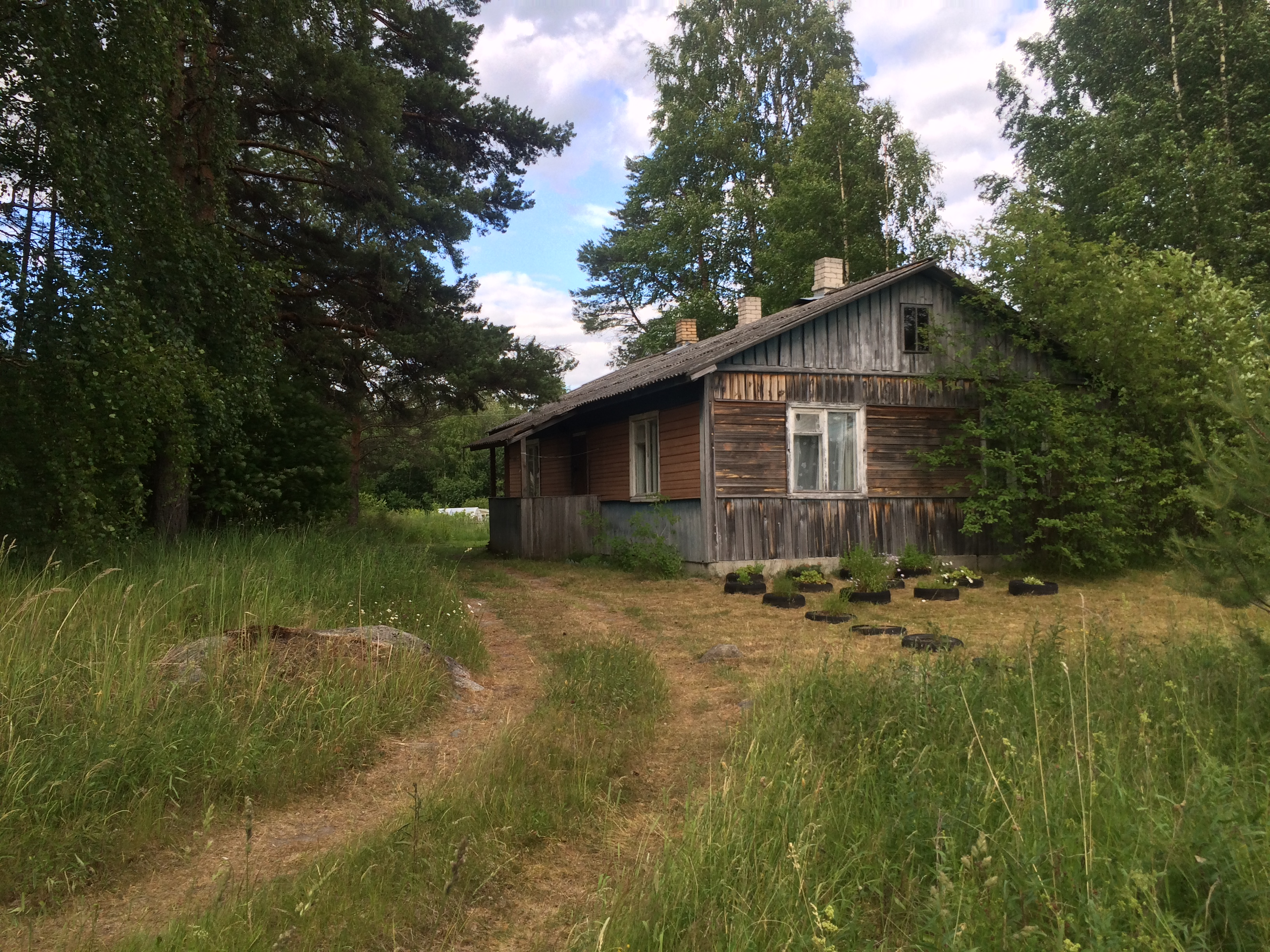
Жилой дом